# 三号起义
三号起义（波斯语：قیام3حوت，Qeyam-e 3 Hut）是指发生于阿富汗喀布尔的一个星期的内乱，开始于1980年2月22日，发生于苏联对阿战争开始两个月后。它以伊朗历日期和月份命名。巴布拉克·卡尔迈勒领导的阿富汗民主共和国的一系列大规模逮捕引发了抗议和反对政府的民众起义。数以千计的平民参加了，包括伊斯兰主义者、民族主义者和左派。

## 事件
整个城市举行反对旗帜派政府和反对苏联占领的示威活动。许多居民高呼真主至大，而军方则向空中发射火箭迫使他们沉默。抗议者通过街头和平游行，吟唱宗教和反苏的信息。他们被安全部队的扬声器要求驱散，但他们拒绝了。安全部队随后开始向抗议者开火，随后苏联坦克被派去镇压示威者。经过六天的动乱之后，估计有600名平民在冲突中丧生。
起义是否有组织尚不清楚。有人声称有各种组织参与，其中包括毛派组织阿富汗人民解放组织、逊尼派团体阿富汗伊斯兰党或什叶派团体阿富汗伊斯兰运动。其他人声称这是“喀布尔人民”的自发起义。
在反叛的前夕，政府部队逮捕了200人，并在接下来的几周内逮捕了约5000人。一些人民派成员也被捕，导致一些居民不敢再起来抗争。许多被捕的人都失踪了。阿富汗人民解放组织领导人马吉德·卡拉卡尼后来被捕并被处决。
政府指责起义的代理人来自巴基斯坦、中国和美国。这一事件进一步将政府与人民隔离开来。在接下来的几个月里，在喀布尔大学和其他学生机构发生了许多“学生起义”，参与者包括民族主义者、反马克思主义者和伊斯兰原教旨主义者之间。这也引发了冲突和逮捕。

## 参看
- 巴拉·希萨尔起义
- 1979年赫拉特起义